# عضلة ذات الرأسين العضدية
تقع العضلة ذات الرأسين (بالإنجليزية: biceps brachii)‏ في مقدمة الذراع وتكون واضحة لدى الرياضيين وخاصة لاعبي كمال الأجسام .ومن الملاحظ أن طول ألياف العضلة تختلف حسب نوع التمرين الذي يمارسه الرياضي، فهي عند الرباعين تكون قصيرة بينما نلاحظ كبر العضلة عند لاعبي بناء الأجسام.
هذه العضلة تتكون من حزمتين تنشأ كل منهما من مكان مختلف ولكن تمتدان إلى نفس النقطة لتلتصقان بالعظم قرب الكوع.

## المنشأ والمغرز
ينشأ الرأس القصير من الناتئ الغرابي في عظم لوح الكتف (coracoid process of the scapula) ، أما الرأس الطويل فانه يتصل بلوح الكتف عند الحديبة فوق الحقية (supraglenoid tubercle) ويمر عبر كبسولة مفصل الكتف عند رأس عظم الذراع.
تمتد العضلة إلى أن تلتصق بعظمة الكعبرة عند المنطقة المسماة الأحدوبة الكعبرية (the radial tuberosity).

## عمل العضلة
تعمل على 3 مفاصل.
عملها الأساسي هو سحب الجزء الأسفل من الذراع إلى الجزء الأعلى من الذراع وهي حركة تسمى انطواء (تقريب جزء على جزء اخر).

## علاقتها بالعضلات الأخرى
هناك عضلتان تقعان تحت هذه العضلة هذه وهما:
- العضلة الغرابية العضدية (coracobrachialis muscle) وهي تلتصق أيضا بالناتئ الغرابي في لوح الكتف.
- العضلة العضدية (brachialis muscle) والتي ترتبط بعظام الذراع السفلى.

## معرض صور

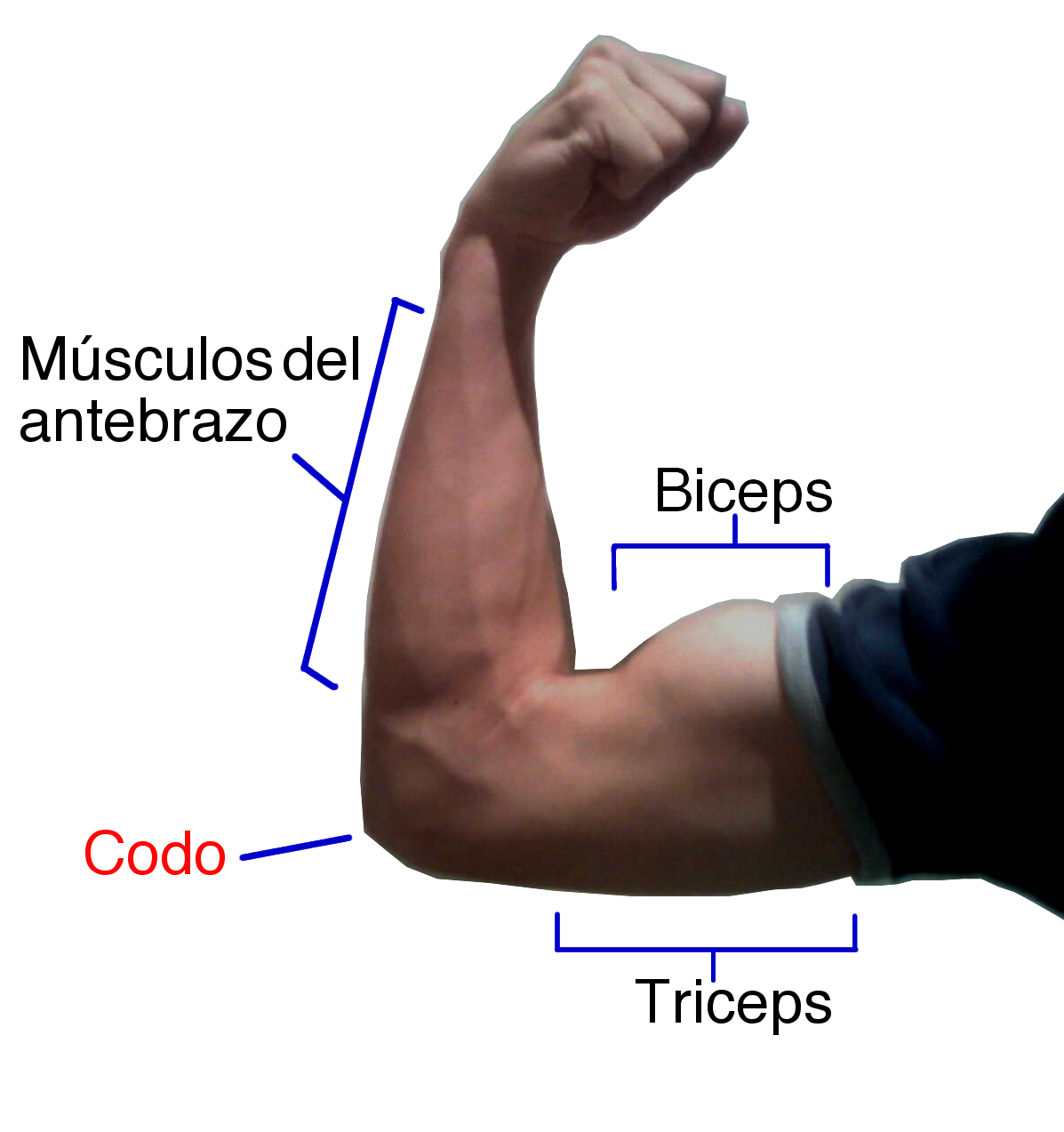
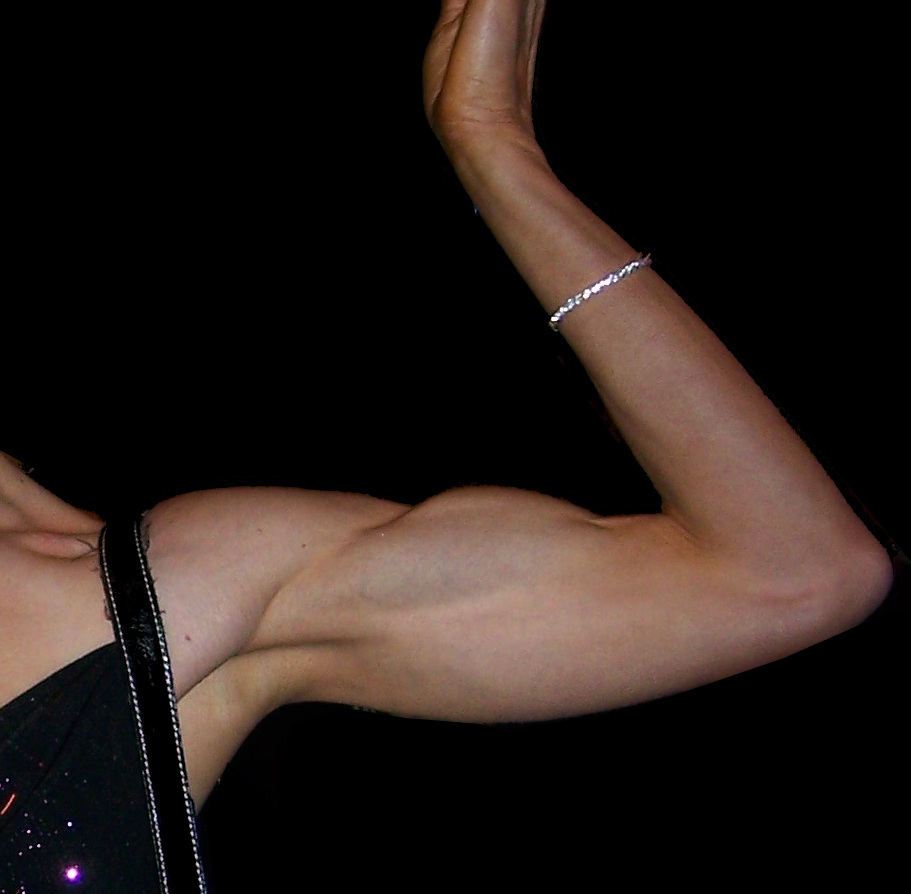